# Kwitełech
Kwitełech (jid. קװיטלעך, l.poj. קװיטל; kwitlech, w spolszczonej formie kwitle) – skrawki papieru, małe karteczki, na których chasydzi pisali imię matki oraz własne, wraz z prośbą, z którą przychodzili do cadyka. Obecnie chasydzi zostawiają kwitle na grobach cadyków (ohelach) z nadzieją na uzyskanie przez nich wstawiennictwa u Boga, a także wtykają w szczeliny Ściany Płaczu.
W Polsce są obecnie składane na grobach sławnych cadyków, m.in.:
- dynastii cadyków w Bobowej,[1]
- Jakuba Izaaka Horowica na starym cmentarzu żydowskim w Lublinie[1]
- Elimelecha Weissbluma z Leżajska[1]